# Kuchera
Kuchera är en ort i Indien.   Den ligger i distriktet Nāgaur och delstaten Rajasthan, i den nordvästra delen av landet, 400 km sydväst om huvudstaden New Delhi. Kuchera ligger 317 meter över havet och antalet invånare är 21 796.
Terrängen runt Kuchera är mycket platt, och sluttar österut. Runt Kuchera är det ganska tätbefolkat, med 129 invånare per kvadratkilometer. Kuchera är det största samhället i trakten. Trakten runt Kuchera består till största delen av jordbruksmark.